# 胡嵩年
胡嵩年，（1804年—1854年），字尔芳，號镜舫，江西峡江人，清朝政治人物。
道光五年（1825年）乙酉科拔贡。十一年，乡试中举。十三年癸巳科，登进士。道光十五年（1835年）授长汀知县，后授福清县知县，父丧丁忧。